# صاریغ موشی بینی‌دراز
صاریغ موشی بینی‌دراز(نام علمی: Rhyncholestes raphanurus) نام یک گونه از تیره صاریغ موشی است.